# Kyle (rapper)
Kyle Thomas Harvey conosciuto come Kyle, SuperDuperKyle o K.i.D (Los Angeles, 18 maggio 1993) è un rapper e attore statunitense.

## Biografia
Kyle Harvey è nato nel quartiere Reseda di Los Angeles, da una madre single, in una casa di otto membri della famiglia e due fratelli. È cresciuto a Ventura, in California. Ha dichiarato che durante la sua giovinezza è stato vittima di bullismo. Ha iniziato a cantare all'età di sei anni. Harvey ha iniziato a rappare quando aveva circa 13 anni e ha iniziato a registrare musica dopo aver ascoltato Man on the Moon di Kid Cudi. Le prime canzoni di Harvey sono state registrate utilizzando il computer di sua zia durante il liceo.

## Carriera
Kyle ha cominciato con la pubblicazione di mixtape come Senior Year, Second Semester, FxL, Super Duper e K.i.D a partire dal 2009 e nel 2013 ha pubblicato Beautiful Loser.
Nel maggio 2014, è apparso nel video musicale di G-Eazy per I Mean It come direttore tecnico del set di notizie immaginarie.
Nell'ottobre 2015, ha pubblicato il mixtape Smyle. Il primo video musicale di Kyle a raggiungere un milione di visualizzazioni è stato Keep it Real, che è stato realizzato alla fine dello stesso anno.
Nel dicembre 2016, ha pubblicato il singolo iSpy, con Lil Yachty. La canzone ha ottenuto un ampio riconoscimento per il rapper. Il singolo raggiunse la posizione numero 4 della Billboard Hot 100 e il numero 14 nella classifica canadese.
Nel febbraio 2017, Kyle ha firmato un contratto con l'etichetta Atlantic Records. Nel giugno 2017, è stato inserito nella XXL Freshman Class del 2017.
Nel marzo 2018, insieme all'uscita del suo singolo Playinwitme con Kehlani, Kyle ha annunciato che Khalid sarebbe stato presente in un brano intitolato iMissMe. L'album in studio di debutto di Kyle Light of Mine è stato pubblicato il 18 maggio 2018. L'album ha debuttato al numero 29 della Billboard 200.
È apparso come protagonista nel film prodotto da Netflix, The After Party, che è stato reso disponibile per la visione il 24 agosto 2018.
Il suo secondo album in studio è stato pubblicato il 17 luglio 2020 ed è intitolato See You When I Am Famous, supportato dai singoli Yes!, What It Is e Bouncin' e dal singolo omonimo al titolo.

## Discografia

### Album in studio
- 2018 – Light of Mine
- 2020 – See You When I Am Famous
- 2022 – It's Not So Bad

### Mixtape
- 2010 – Senior Year
- 2011 – Second Semester
- 2011 – FxL (con Mr. Man)
- 2011 – Super Duper
- 2011 – K.i.D
- 2013 – Beautiful Loser
- 2015 – Smyle

### Singoli

#### Come artista principale
- 2013 – Keep It Real
- 2013 – Fruit Snacks
- 2013 – Bang (feat. Mr. Man)
- 2013 – Raining Love
- 2014 – Don't Wanna Fall in Love
- 2015 – Just a Picture (feat. Kehlani)
- 2015 – King Wavy (feat. G-Eazy)
- 2016 – Doubt It
- 2016 – Blame
- 2016 – iSpy (feat. Lil Yachty)
- 2017 – Want Me Bad (feat. Cousin Stizz)
- 2017 – Not the Same
- 2017 – Nothing 2 Lose
- 2018 – To the Moon
- 2018 – Playinwitme (feat. Kehlani)
- 2018 – Ikuyo (feat. 2 Chainz e Sophia Black)
- 2018 – Moment (feat. Wiz Khalifa)
- 2018 – SuperDuperKyle (feat. MadeinTYO)
- 2018 – Hey Julie! (feat. Lil Yachty)
- 2019 – F You I Love You (feat. Teyana Taylor)
- 2020 – Yes! (feat. Rich The Kid e K Camp)
- 2020 – What It Is
- 2020 – Bouncin'
- 2020 – Money Now (feat. Tyga e Johnny Yukon)

#### Come artista ospite
- 2013 – Hey Now (Martin Solveig e The Cataracs feat. Kyle)
- 2017 – Puff Puff Pass (Remix) (Brayton Bowman feat. Kyle)
- 2017 – Obsession (25/7) (Vice feat. Kyle e Jon Bellion)
- 2017 – Plot Twist (Marc E. Bassy feat. Kyle)
- 2017 – Everyday (The Americanos feat. DRAM e Kyle)
- 2018 – Real Shit (Sophia Black feat. Kyle)
- 2019 – Gucci Rock N Rolla (Snakehips feat. Rivers Cuomo e Kyle)
- 2020 – Y U Gotta B Like That (Remix) (Audrey Mika feat. Kyle)

## Filmografia
- The After Party, regia di Ian Edelman (2018)
- Cherry - Innocenza perduta (Cherry), regia di Anthony e Joe Russo (2021)